# Adolf Bachmann
Adolf Bachmann (Odrava, 27 gennaio 1849 – Praga, 31 ottobre 1914) è stato uno storico e politico boemo.

## Biografia
Bachmann studiò a Praga, Gottinga e Berlino. Nel 1874 ottenne la cattedra presso l'Università di Praga. Nel 1885 fu nominato professore di storia austriaca e divenne capo del Dipartimento di Storia. Per quanto riguarda la sua attività di storico, Bachmann compì delle ricerche e scrisse la storia di Federico III.
La sua carriera politica iniziò nel 1901 in qualità di membro della Dieta boema. Nel 1907 fu deputato al parlamento. Nel 1911 Bachmann è stato presidente del Partito Progressista Tedesco in Boemia.